# Fjallabaksleið nyrðri
Die Fjallabaksleið nyrðri ist eine Hauptstraße im Hochland im Süden von Island.
Der Skaftártunguvegur  zweigt zwischen Kirkjubæjarklaustur und Vík í Mýrdal nach Norden von der Ringstraße ab und geht nach 16 km in die Fjallabaksleið nyrðri über. Der Name bedeutet Nördlicher Weg hinter den Bergen im Isländischen. Es gibt auch eine Fjallabaksleið syðri (Südlicher ...) . Die Berge sind der Mýrdalsjökull und der Torfajökull. Über diesem Weg erreicht man die Eldgjá, den See Langisjór, Landmannalaugar und den Explosionskrater Ljótipollur. Die ersten 56 km bis nach Landmannalaugar ist dieser Weg eine Hochlandstraße mit vielen Gewässern, die gefurtet werden müssen. Der weitere Verlauf nach Norden ist eine normale Straße und ab den Brücken der Tungnaá ist sie sogar asphaltiert. Als 2011 die Brücke der Ringstraße über die Múlakvísl bei einem Gletscherlauf zerstört wurde, war der Fjallabaksleið nyrðri die einzige Ausweichstrecke, bis eine Behelfsbrücke innerhalb 100 Stunden errichtet werden konnte.
Wie für alle Fjallvegir gibt es für diese Straßen eine Wintersperre. Die  /  ist in drei Abschnitte unterteilt, deren einzelne Teile zwischen dem 9. Juni und 17. Juli in den letzten Jahren wieder freigegeben wurden.